# Vestbygda
Vestbygda este o localitate din comuna Farsund, provincia Vest-Agder, Norvegia, cu o suprafață de 0,9 km² și o populație de 1.093 locuitori (2013).